# Banzai
Banzai is een Japanse uitroep. 
De term is afkomstig van de oorspronkelijke Chinese wens wansui (萬歲; wat letterlijk 10.000 jaar betekent). In China werd de term in eerste instantie gebruikt om iemand een lang leven te wensen. Vanaf de Tang dynastie werd de term exclusief gebruikt jegens de Chinese keizer.

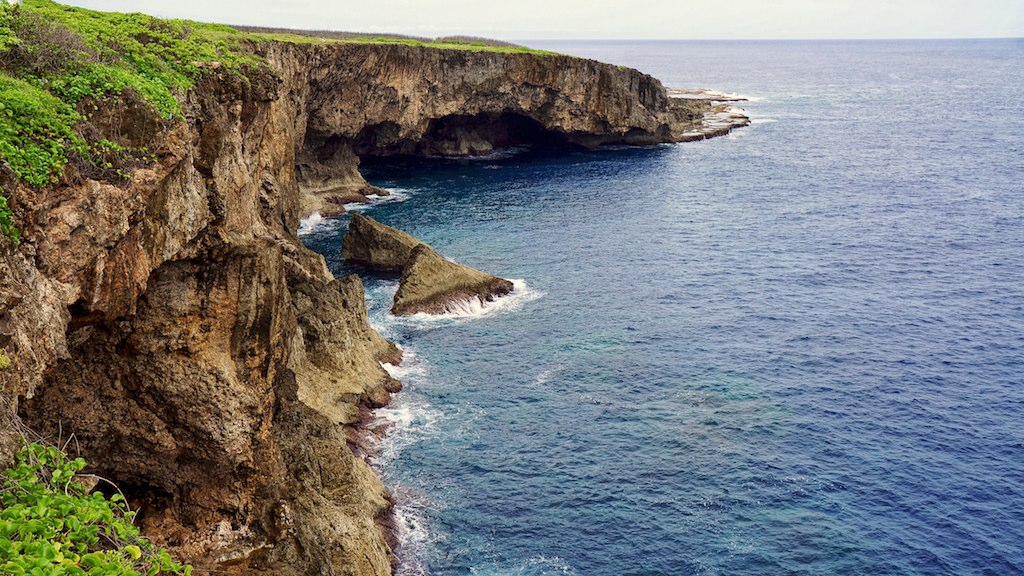
De Banzai-klif in Saipan

De term werd overgenomen in Japan als Banzai, ofwel in de volledige vorm Tennōheika Banzai! (天皇陛下万歳, "Lang leve zijne majesteit de keizer"). De wens diende in de Tweede Wereldoorlog als strijdkreet voor Japanse soldaten. Zij gebruikten hem tijdens kamikaze en bijvoorbeeld ook toen zij van de rotsen de zee in sprongen na de slag bij Saipan in 1944.
Na de Tweede Wereldoorlog tot in de eenentwintigste eeuw wordt de uitroep als algemene uitdrukking van vreugde en enthousiasme gebruikt.